# Chloorfenol
Chloorfenol (C6H5ClO) verwijst naar een groep isomere organische verbindingen:

2-chloorfenol

- 2-chloorfenol of ortho-chloorfenol
- 3-chloorfenol of meta-chloorfenol
- 4-chloorfenol of para-CCchloorfenol

Als de stofnaam zonder nummering gebruikt wordt, betekent het meestal dat er over een mengsel van de verschillende chloorfenolen gesproken wordt.

## Mengsels scheiden en isomeren zuiveren
De isomeren in monochloorfenolmengsels kunnen van elkaar gescheiden en gezuiverd worden door (een herhaaldelijke) omkristallisatie op het mengsel toe te passen of door een herhaalde rekristallisatie van een component in het mengsel uit te voeren.
| Smeltpunten van chloorfenolen | Smeltpunten van chloorfenolen |
| type chloorfenol              | smeltpunt (graden Celsius)    |
| ortho                         | 9,8                           |
| meta                          | 33                            |
| para                          | 42,8                          |
| ----------------------------- | ----------------------------- |